# Nerville-la-Forêt
Nerville-la-Forêt è un comune francese di 676 abitanti situato nel dipartimento della Val-d'Oise nella regione dell'Île-de-France.

## Società

### Evoluzione demografica
Abitanti censiti